# Supermoto

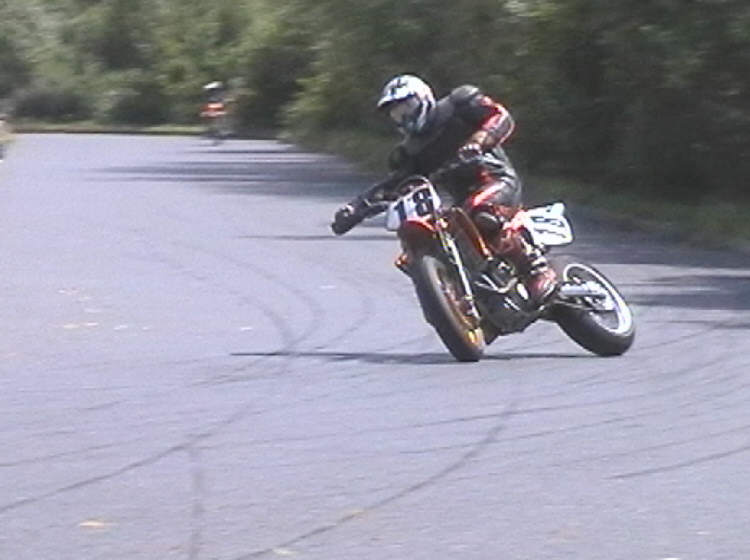
Supermoto-Fahrer beim Drift in eine Kurve

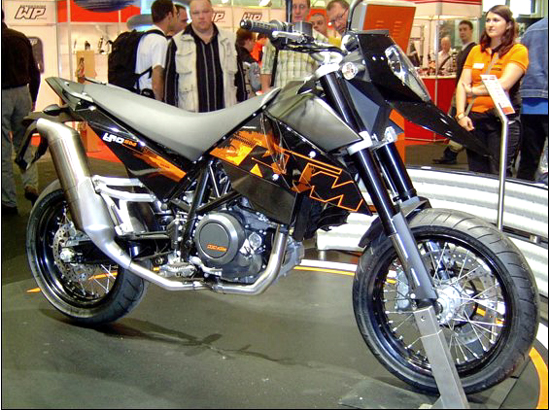
KTM 690 SM (Modell 2007) mit Straßenzulassung

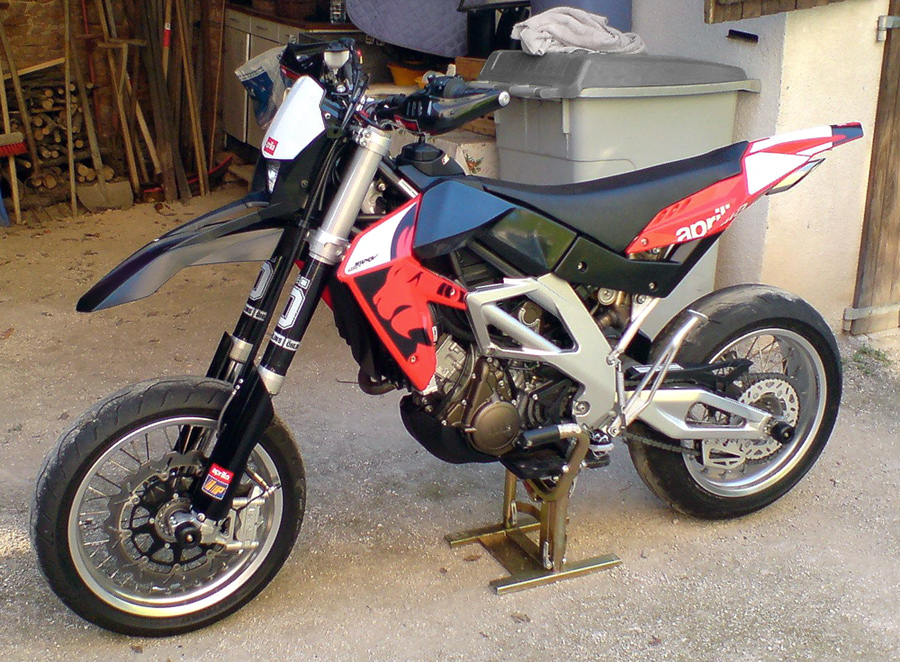
2006er Aprilia SXV 450 mit V2-Motor

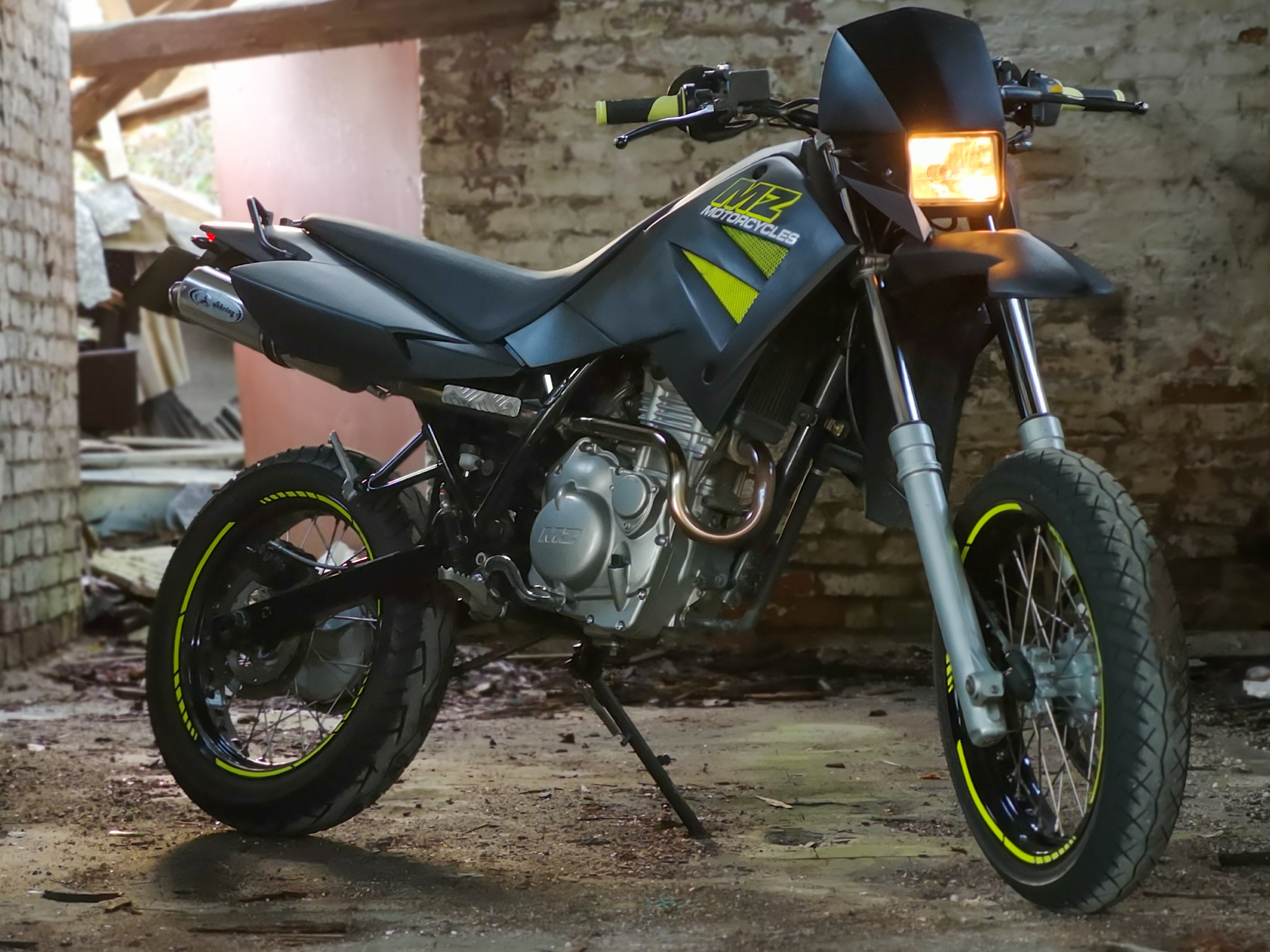
MZ SM 125, 125er Supermoto

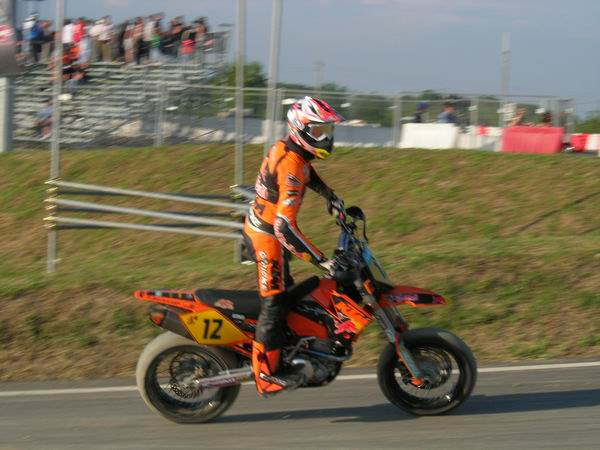
Supermoto-Weltmeister 2006 in der Klasse S1: Bernd Hiemer auf KTM

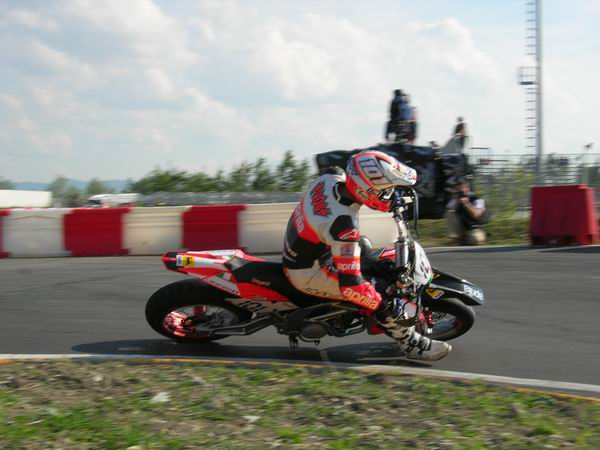
Supermoto-Weltmeister 2006 in der Klasse S2: Thierry van den Bosch auf Aprilia

Supermoto, ursprünglich Supermotard (frz. für den englischen Begriff Superbikers), bezeichnet ursprünglich Motorräder für den Einsatz auf kleineren Rundkursen, inzwischen aber auch die mit derartigen Maschinen abgehaltenen Rennsportserien.

## Motorrad
Die Maschinen haben ihren Ursprung im Enduro- oder im Motocross-Bereich. Für den Einsatz im Supermoto werden in der Regel Einzylinder-, seltener Zweizylinder-Motorräder mit 125 bis 700 cm³ Hubraum umgebaut. Ende der 1980er Jahre schwappte die Supermoto-Bewegung von Frankreich in das übrige Europa. Zu den ersten in Serie produzierten Motorrädern, die diesen Stil aufgriffen, gehören die Yamaha TDR 250 (1988) und die Gilera Nordcape (später Nordwest genannt).
Der Hauptunterschied zu Enduros oder Motocrossern liegt in der Verwendung von Straßenreifen oder Slicks auf kleineren (17 oder 16,5 Zoll) und breiteren (vorn bis 3,50, hinten bis 6,00 Zoll) Felgen. Supermotos verfügen über ein straffer abgestimmtes Fahrwerk mit kürzeren Federn sowie leistungsstärkere Bremsen am Vorderrad. Oft sind auch die großen Offroad-Schutzbleche am Vorderrad gekürzt oder verkleinert.
Anfänglich wurden derartige Umbauten in Eigenregie unternommen. Ziel war ursprünglich nicht, mit den Motorrädern Rennen zu fahren, sondern vielmehr ein ideales Stadtmotorrad zu schaffen. Enduros sind zwar leicht und wendig, die für das Gelände oder zumindest den Mischbetrieb ausgelegten Räder und Reifen schränken das Handling auf Straßen aber unnötig ein, während die eher geringe Endgeschwindigkeit keine Rolle spielt. Ausgehend von Paris kam daher in Frankreichs Städten in den 1980er Jahren die Mode auf, bei Enduros kleinere Räder mit Straßenreifen einzusetzen und die Schutzbleche zu verkürzen und so für den Stadtbetrieb anzupassen. Gelegentlich wurde bereits das Fahrwerk mit kürzeren Federwegen ausgestattet.
Nachdem sich der Supermoto-Rennsport international etablierte, begannen die Hersteller von Enduro- und Motocross-Motorrädern, Varianten ihrer Modelle in spezieller Supermoto-Spezifikation ab Werk anzubieten.
Moderne straßenzugelassene Supermotos sind inzwischen meist auf das Befahren von Landstraßen und Bergpässen ausgelegt. Dadurch haben sich Veränderungen in der Bauweise ergeben, die sie klar von umgebauten Moto-Crossern unterscheiden. Zum Beispiel sind die Federwege noch kürzer geworden, die Rahmen sind verwindungssteifer, die Lenkgeometrie hat sich verändert und die Motorräder sind besser ausgerüstet (E-Starter, komplettes Cockpit). Auch rollen Supermotos heute nicht mehr zwingend auf Drahtspeichenrädern, sondern zum Teil auf gegossenen bzw. geschmiedeten Leichtmetallrädern.
Supermotos werden heute von mehreren Herstellern direkt als solche vermarktet, die bekanntesten sind KTM, Husqvarna, Beta, Aprilia, Ducati, Husaberg, Suzuki, Yamaha und Honda. Auch BMW bot mit der BMW HP2 Megamoto und der BMW G 650 Xmoto straßenzugelassene Supermotos an.

## Rennsportserie
Supermoto (oft mit „SuMo“ abgekürzt) ist ein vergleichsweise junger Motorradsport, der seit etwa 1985 in Europa betrieben wird. Der Ursprung liegt u. a. in Amerika, wo der Supermoto-Sport unter dem Namen Superbikers (nicht zu verwechseln mit Superbike) entstand. Die Idee war, aus den drei Motorrad-Sportarten Motocross, Straßenrennsport und aus Dirttrack oder Flattrack, der amerikanischen Version des Speedway, die besten Fahrer, also die „Superbikers“ zu ermitteln. Daher ist der im europäischen Ausland gebräuchliche Begriff Supermotard eigentlich zutreffender. Dieser stammt aus Frankreich, wo der Sport schon seit mehreren Jahrzehnten in der in Deutschland üblichen Form betrieben wird. So haben echte SuMo-Strecken einen Asphalt-, einen flachen Kies- und einen hügeligen Offroad-Teil. Der Asphaltanteil beträgt in der Regel 70 bis 80 %, der Offroad-Anteil 20 bis 30 %.
Die Faszination dieser Sportart liegt in spektakulären Drifts und Überholmanövern. Dennoch sind die Verletzungen bei Stürzen in diesem Sport weniger gravierend als beim reinen Straßenrennsport oder beim Motocross, da die Geschwindigkeiten nicht so hoch sind wie bei Straßenrennmaschinen und die Sprünge im Offroad-Teil nicht so hoch bzw. weit wie im Motocross-Sport.

### Wettbewerbe
Die Wettbewerbe werden meist auf Rennstrecken im Freien, oft Kartbahnen, ausgetragen, die für den Supermoto-Sport gegebenenfalls umgebaut werden (engere Kurven, verwinkelte kurvige Passagen). Auch in Karthallen werden Supermoto-Rennen ausgetragen. Als Offroadanteil dient dann z. B. ein Teil einer anliegenden Motocross-Strecke oder ein an die Kartbahn angrenzender Grünstreifen.
Die zunehmende Beliebtheit von Supermotos hat zahlreiche neue Wettbewerbe entstehen lassen; unter ihnen auch die Deutsche Meisterschaft. Mehrere Markencups und Talentcups sind entstanden, um den Nachwuchs zu fördern, zum Beispiel der Nachwuchscup von KTM und dem ADAC, sowie der MZ Youngster Cup und dem ADMV Drift Cup.
Theoretisch lässt das sehr lockere Reglement Hubräume bis 1200 cm³ zu, gegen die lediglich das damit einhergehende hohe Maschinengewicht spricht. In der Weltmeisterschaft unterscheidet man zwischen den Klassen S1 und S2.
Neueste Entwicklung in diesem Bereich ist die Hyper-Moto-Klasse. Hier werden ab der Saison 2009 im Rahmen der UEM-Europameisterschaft Supermoto-Maschinen mit beliebiger Zylinderzahl und Hubräumen über 600 cm³ auf Supermoto-Rundkursen gegeneinander antreten, die Offroad-Sektion wird dabei allerdings nicht gefahren. Mit der Aprilia SMV 750 Dorsoduro, der KTM 990 Supermoto, der Ducati Hypermotard und der BMW HP2 Megamoto sind bereits passende Serienmodelle am Markt.

### Weltmeisterschaft
Die FIM-Supermoto-WM wird von der Firma Youthstream veranstaltet.
- Klassen bis 2006
  - S1 ohne Hubraumlimit
  - S2 bis 450 cm³

Klassen ab 2007
  - S1 bis 450 cm³
  - S2 ab 475 cm³

#### Weltmeister
- 2005
  - Klasse S1: Gerald Delepine auf Husqvarna
  - Klasse S2: Boris Chambon auf KTM
- 2006
  - Klasse S1: Bernd Hiemer auf KTM
  - Klasse S2: Thierry van den Bosch auf Aprilia
- 2007
  - Klasse S1: Adrien Chareyre auf Husqvarna
  - Klasse S2: Gerald Delepine auf Husqvarna
- 2008
  - Klasse S1: Bernd Hiemer auf KTM
  - Klasse S2: Adrien Chareyre auf Husqvarna
- 2009
  - Klasse S1: Thierry van den Bosch auf TM Racing
  - Klasse S2: Adrien Chareyre auf Husqvarna
- 2010
  - Klasse S1: Thomas Chareyre auf TM Racing
- 2011
  - Klasse S1: Thomas Chareyre auf TM Racing
- 2012
  - Klasse S1: Thomas Chareyre auf TM Racing
- 2013
  - Klasse S1: Manou Hermunen auf TM Racing
- 2014
  - Klasse S1: Thomas Chareyre auf TM Racing
- 2015
  - Klasse S1: Thomas Chareyre auf TM Racing
- 2016
  - Klasse S1: Thomas Chareyre auf TM Racing
- 2017
  - Klasse S1: Thomas Chareyre auf TM Racing
- 2018
  - Klasse S1: Thomas Chareyre auf TM Racing
- 2019
  - Klasse S1: Thomas Chareyre auf TM Racing
- 2020
  - Klasse S1: Thomas Chareyre auf TM Racing
- 2021
  - Klasse S1: Marc-Reiner Schmidt auf TM Racing
- 2022
  - Klasse S1: Marc-Reiner Schmidt auf TM Racing
- 2023
  - Klasse S1: Marc-Reiner Schmidt auf TM Racing
- 2024
  - Klasse S1: Marc-Reiner Schmidt auf TM Racing

### Nationale Meisterschaften

#### Deutsche Meisterschaft
- 2006
  - Klasse S1: Petr Vorlicek auf Suzuki
  - Klasse S2: Michael Herrmann auf KTM
- 2007
  - Klasse S1: Petr Vorlicek auf Suzuki
  - Klasse S2: Jochen Jasinski auf Husaberg
- 2008
  - Klasse S1: Jürgen Künzel auf Husqvarna
  - Klasse S2: Mauno Hermunen auf Husqvarna
- 2009
  - Klasse S1: Petr Vorlicek auf Suzuki
  - Klasse S2: Jochen Jasinski auf Husaberg
- 2010
  - Klasse S1: Mauno Hermunen auf Husqvarna
  - Klasse S2: Michael Herrmann auf Husqvarna
- 2016
  - Klasse S1: Andre Plogmann auf Suzuki
- 2017
  - Klasse S1: Markus Class Hammarskjöld auf Husqvarna
- 2020
  - Klasse S1: Simon Vilhelmsen auf Husqvarna
  - Klasse S2: Colin Beischroth auf TM
- 2021
  - Klasse S1: Simon Vilhelmsen auf Yamaha
  - Klasse S2: Andre Ziegler auf Husqvarna
- 2022
  - Klasse S1: Jan Dominik Deitenbach auf Husqvarna
  - Klasse S2: Eddy Frech auf GasGas
- 2023
  - Klasse S1: Marc-Reiner Schmidt auf TM
  - Klasse S2: Max Orbanz auf Honda
- 2024
  - Klasse S1: Jan Dominik Deitenbach auf KTM
  - Klasse S2: Falk Greiner auf KTM

#### Österreichische Meisterschaft
- 2006
  - Klasse S1: Hannes Maxwald auf KTM
  - Klasse S2: Roland Resch auf KTM
- 2007
  - Klasse S1 : Jürgen Künzel auf Kawasaki
  - Klasse S2 : Hannes Maxwald auf KTM
- 2008
  - Klasse S1: Victor Bolsec auf Honda
  - Klasse S2: Mauno Hermunen auf Husqvarna
- 2009
  - Klasse S1: René Esterbauer auf KTM
  - Klasse S2: Andreas Rothbauer auf Honda
- 2010
  - Klasse S1: Victor Bolsec auf Honda
  - Klasse S2 Open: Johann Schruf auf Husaberg
- 2011
  - Klasse S1: Hannes Mscmam Sapar  auf KTM 233
  - Klasse S2 Open: Hannes Maier auf KTM

#### Schweizer Meisterschaft FMS
- 1998 Klasse Prestige Open: Beat Gautschi auf KTM
- 1999 Klasse Prestige Open: Daniel Müller auf Yamaha
- 2000 Klasse Prestige Open: Marcel Götz auf KTM
- 2001 Klasse Prestige Open: Marcel Götz auf KTM
- 2002 Klasse Prestige Open: Daniel Müller auf Yamaha
- 2003 Klasse Prestige Open: Marcel Götz auf KTM
- 2004 Klasse Prestige Open: Marcel Götz auf KTM
- 2005
  - Klasse Prestige Open S1: Marcel Götz auf KTM
  - Klasse Prestige 450 S2 : Daniel Müller auf Yamaha
- 2006
  - Klasse Prestige Open S1: Ruedi Herger auf Suzuki
  - Klasse Prestige 450 S2: Daniel Müller auf Yamaha
- 2007 Klasse Prestige 450 S2: Philippe Dupasquier auf KTM
- 2008 Klasse Prestige 450 S2: Philippe Dupasquier auf KTM
- 2009 Klasse Prestige 450 S2: Philippe Dupasquier auf KTM
- 2010 Klasse Prestige 450: Sylvain Bidart F auf Honda
- 2011 Klasse Prestige 450: Philippe Dupasquier auf KTM
- 2012 Klasse Prestige 450: Philippe Dupasquier auf KTM
- 2013 Klasse Prestige 450: Philippe Dupasquier auf KTM
- 2014 Klasse Prestige 450: Marc-Reiner Schmidt auf KTM
- 2015 Klasse Prestige 450: Philippe Dupasquier auf Husqvarna
- 2016 Klasse Prestige 450: Philippe Dupasquier auf Husqvarna
- 2017 Klasse Prestige 450: Philippe Dupasquier auf Husqvarna
- 2018 Klasse Prestige 450: Philippe Dupasquier auf Husqvarna

#### Schweizer Meisterschaft SAM
- 2007 Klasse Prestige Open: Philippe Dupasquier auf KTM
- 2010 Klasse Prestige Open: Philippe Dupasquier auf KTM
- 2011 Klasse Prestige Open: Philippe Dupasquier auf KTM
- 2012 Klasse Prestige Open: Marc-Reiner Schmidt auf Zachmann-SUZUKI
- 2013 Meisterschaft vom SAM und FMS zusammengelegt !

## Ausrüstung
Die Fahrer trugen ursprünglich Motocross/Enduro-Bekleidung. Der jedoch immer schneller werdende Rennsport verlangt auch nach höheren Sicherheitsmaßnahmen. Auch die Aerodynamik verlangt es, dass im Supermoto-Sport nun Lederkombis (Einteilige Lederanzüge mit eingearbeiteten Protektoren) getragen werden. Dies gibt die nötige Sicherheit bei Stürzen und stellt die geringste Angriffsfläche für Fahrtwind dar. Markant blieben jedoch die Motocross-Helme und -Stiefel, welche die Supermoto-Fahrer von Straßenrennfahrern abheben.
Ebenfalls für Sicherheit sorgt der Leatt-Brace oder Neckbrace, der den Fahrer vor Nackenverletzungen bewahren soll.